# Octavian Smigelschi
Octavian Smigelschi /pol. Oktawian Śmigielski/ (ur. 21 marca 1866 w Ludoș, Okręg Sybin, zm. 10 listopada 1912 w Budapeszcie) – rumuński malarz i ilustrator związany z nurtem sakralnego malarstwa monumentalnego.

## Życiorys

### Pochodzenie

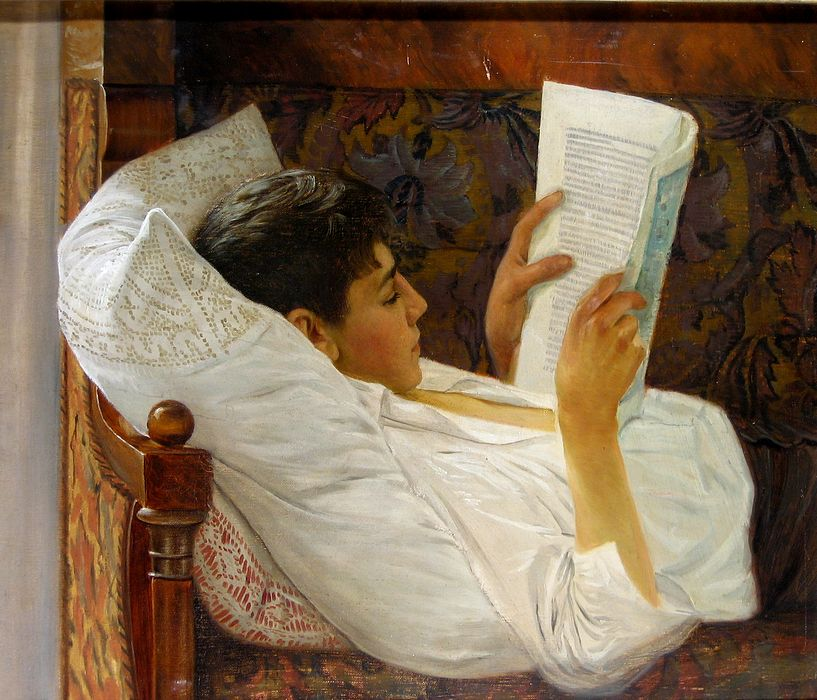
Czytający młody mężczyzna

Jego ojcem był Michał Śmigielski, potomek polskiego rodu szlacheckiego, a matką Anna z domu Sebastian pochodząca z rodziny arumuńskiej. Michał Śmigielski opuścił ziemie polskie po Wiośnie Ludów, w 1850 osiadł w Księstwie Siedmiogrodzkim. Ze związku z Anną poza Oktawianem Michał miał jeszcze dwóch synów Victora (ur. 1858) i Vasila (ur. 1864). W materiałach zamieszczonych w 1903 w węgierskich gazetach "Pesti Hirlap" i "Budapesti Hirlap" określano Octaviana Smigelschi jako artystę węgierskiego, ale liczne źródła wskazują, że podkreślał on swoje polskie pochodzenie.

### Edukacja
Pierwszą edukację zdobywał podczas prywatnych lekcji w domu, a następnie uczęszczał do Szkoły Węgierskiej w Sybinie, którą ukończył z wyróżnieniem w 1884. Jednym z jego nauczycieli był niemiecki grafik Carl Dörschlag, który zainteresował go malarstwem. Naukę kontynuował w Budapeszcie na kursach dla nauczycieli rysunku dzięki otrzymaniu stypendium państwowego, jego nauczycielem był Bertalan Székely. Przyjaźnił się wówczas z Robertem Wellmannem, Fritzem Schullerusem i Arthurem Coulinem. W 1887 w czasopiśmie "Family" opublikowano listę laureatów konkursu plastycznego, wśród zwycięzców był również Smigielschi. W tym samym roku razem z Stefanem Grohem, Robertem Wellmannem i Fritzem Schullerusem odwiedził Monachium, gdzie zetknął się z twórczością szwajcarskiego malarza Arnoldem Böcklinem, która zrobiła na nim ogromne wrażenie.

## Kariera malarska
W 1889 ukończył naukę i wyjechał do Bańskiej Szczawnicy, gdzie do 1891 pracował jako nauczyciel rysunku. W tym okresie wystawiał razem z Robertem Wellmannem i Fritzem Schullerusem swoje akwarelowe pejzaże, które znajdowały uznanie krytyków porównujących jego technikę do obrazów Hildebrandta i Fritza Wernera. W 1892 otrzymał etat w liceum w Dumbrăveni, mieszkając tam podróżował po okolicy uwieczniając na swoich szkicach widoki Racovity, Calnic, Tălmăcel, Sybina i Gârbova. W 1898 wyjechał na rok do Włoch, gdzie przebywając w Wenecji, Rawennie i Florencji uczył się sztuki malarstwa sakralnego. 30 sierpnia 1903 w Blaju miało miejsce otwarcie wystawy jego obrazów o tematyce religijnej, która zwróciła uwagę władz kościelnych. Poza obrazami i ikonami Octaviana Smigielschi przedstawił projekt malowideł dla katedry Trójcy Świętej w Blaju (Catedrala Sfânta Treime), który poddał krytyce publiczności i zyskał jej akceptację. Kolejna wystawa została otwarta 14 października 1903 w Sybinie i została przyjęta z entuzjazmem, o którym pisały nie tylko lokalne gazety, ale również dzienniki z Bukaresztu i Budapesztu. Ponadto pochwalną recenzję wystawił twórczości Octaviana Smigielschi Stefan Groh, który był profesorem rysunku w szkole sztuk pięknych oraz członkiem komisji ochrony zabytków. Opublikowano ją na łamach "Siebenbürgisch-Deutsches Tageblatt", a on sam będąc osobą wpływową pomógł artyście zorganizować wystawę w Budapeszcie. Jej otwarcie miało miejsce 5 grudnia 1903, prasa porównywała twórczość Smigielschi do znanego węgierskiego malarza Carola Lotza, jednym z odwiedzających był Minister Kultury i Edukacji Adalbert Berzeviczy.

### Malowidła w katedrze w Sybinie

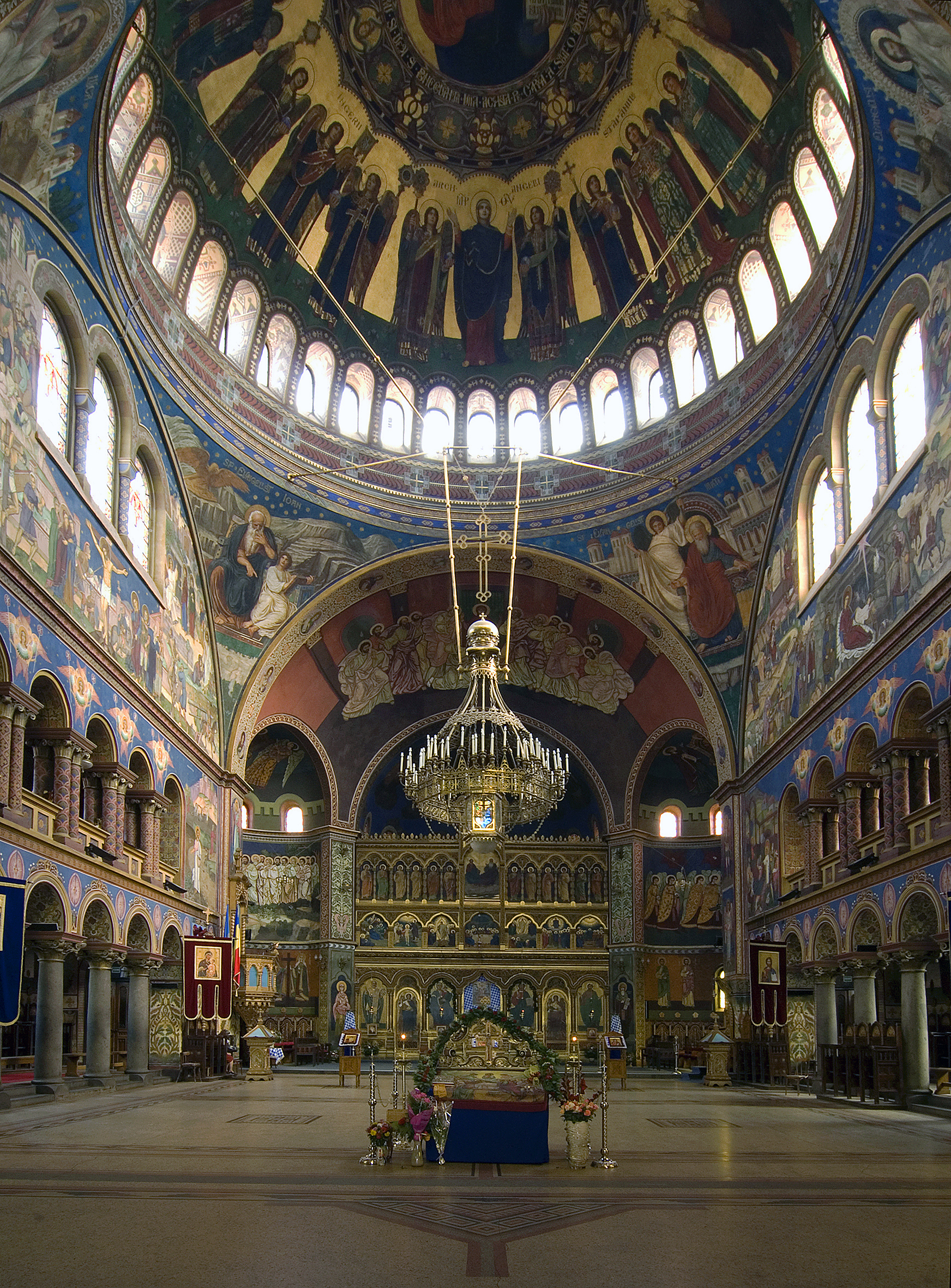
Wnętrze katedry Trójcy Świętej w Sybinie z malowidłami autorstwa Octaviana Smigielschi

Wcześniej, 30 listopada 1903 konsystorz prawosławnej archieparchii Sybinu ogłosił konkurs na projekt malowideł ściennych katedry Trójcy Świętej, której budowa właśnie trwała.
Poza projektem Octaviana Smigielschi przedstawionym w sierpniu złożono czternaście innych prac. Jury złożone z malarza George Demetrescu Mirea, dyrektora Szkoły Sztuk Pięknych w Bukareszcie, malarza Friedrich Mießa i architekta Iona Mincu do realizacji dopuściło trzy projekty, w tym projekt Smigielschiego, którego pozycję wzmocniły dwa obszerne felietony o jego pracy artystycznej opublikowane na początku 1904 na łamach "Müvészet" i "Luceafărul". W tym czasie artysta podróżował po Wołoszczyźnie, Mołdawii i Bukowinie, aby zapoznać się z tajnikami tradycyjnego malarstwa sakralnego. Pierwsze próby malowideł powstały pomiędzy 12 a 25 kwietnia 1904, dziełem Octaviana Smigielschi jest ikonostas, malowidła aniołów na kopule i medaliony. Wykonanie wszystkich prac wstrzymał brak funduszy, artysta za swoje dzieło otrzymał 32 000 ówczesnych koron.

### Inne prace
Następnymi pracami o dużej skali były malowidła w cerkwi prawosławnej w Craiovej, które powstały w 1907, zdobienia tamtejszej kopuły są kopią malowideł z katedry w Sybinie. W 1909 powstały malowidła w cerkwi unickiej w Rădești, według jak na tamte czasy innowacyjnej koncepcji.
W międzyczasie tworzył prace o mniejszej skali w państwach:
- Kraj Rumuński: monastery m.in.: Tismana, Cozia, Bystrzyca, Monastyr w Horezu, Curtea de Argeș, Bukareszt, Snagov i Sinaia.
- Mołdawia, monastery: Jassy, Suczawa, Sucevița, Dragomirna, Putna, Rădăuți, Humor, Voroneț i Czerniowce.

Octavian Smigelschi przeszedł na emeryturę w 1911, ale mimo tego nadal udzielał lekcji rysunku. Zmarł 10 listopada 1912 na zawał serca.